# Río Anigro
El Anigro griego Άνιγρος) era un pequeño río de Trifilia de la antigua Élide que hoy no existe. Estaba ubicado donde hoy está el lago Kaiafa y famoso en la antigüedad por sus aguas nauseabundas.

## Ubicación
El Anigros discurría paralelo al Alfeo y al Neda, a media distancia entre ambos. Según Pausanias, nacía en las laderas del monte Lapitha en Arcadia y se perdía en los pantanos cerca del antiguo pueblo de Sámico (ahora Kato Samikó) antes de desembocar en el golfo de Ciparisia.
Se asocia, a veces, con el río que Homero menciona brevemente en la Ilíada bajo el nombre de Minyeius (Μινυήϊος). No se identifica formalmente con ninguno de los ríos actuales, aunque en ocasiones se cita el Mavropotamo (griego moderno: Μαυροπόταμος, 'río negro') o el Geranio (Eράνιο).
Uno de sus antiguos afluentes sería el Acida.

## Aguas nauseabundas
Sus aguas tenían fama de despedir un olor pestilente y no eran potables. Los pocos peces que sobrevivieron allí no eran comestibles. Las leyendas son similares a las que rodean al Estigia y los otros ríos mitológicos griegos que conducen al Inframundo. Se ven las consecuencias de que los centauros (Quirón o Pulenor) habrían lavado allí las heridas que Heracles les habría causado con sus flechas envenenadas en la sangre de la Hidra de Lerna. Como explicación mitológica alternativa, el adivino Melampo habría arrojado allí los remedios utilizados para curar a las hijas de Preto, presas de la locura dionisíaca o, indicación de las virtudes medicinales reconocidas posteriormente en sus aguas, habría bañado en ellas a las prétides para curarlas.

## Virtudes curativas
Las grutas cerca de Samico estaban dedicadas a las ninfas anigrides (Ἀνιγρίδες o Ἀνιγριάδες). La gente acudía allí para tratar dolencias dermatológicas. Pausanias explica que los enfermos se frotaban con sus aguas las partes afectadas del cuerpo, luego cruzaban a nado el río, 'dejando la enfermedad en el agua', para salir curados y con la piel perfectamente sana. Un inglés que las visitó en 1835 vio brotar agua de la pared, que cubría con azufre amarillo puro.
Actualmente, las aguas termales de Kaiafa, en sus inmediaciones, son las probables herederas. Esta formación geológica consta de dos manantiales en una cavidad natural al pie del monte Lapitha. Un agua que brota de 32 a 34 °C, rica en compuestos de azufre (especialmente sulfato de magnesio y sulfato de calcio).